# Krajowa Rada Sądownictwa
Krajowa Rada Sądownictwa (KRS) – organ konstytucyjny zobowiązany do stania na straży niezależności sądów i niezawisłości sędziów, istniejący od 1989 roku. Nie jest to organ władzy sądowniczej. Zgodnie z konstytucją w skład Rady mają wchodzić osoby powołane przez organy władz ustawodawczej, wykonawczej oraz sądowniczej; w większości są to sędziowie.
Organy o podobnych kompetencjach i porównywalnym, mieszanym składzie, funkcjonują także w innych państwach europejskich. Istnienie takich organów uzasadnia się m.in. tym, że potrzeba instytucji, które pomagają budować relacje władzy sądowniczej z ustawodawczą i wykonawczą.
W czerwcu 2017 roku Trybunał Konstytucyjny, na wniosek ministra sprawiedliwości i prokuratora generalnego Zbigniewa Ziobry, w wyroku wydanym z udziałem dwóch tzw. sędziów dublerów, których legalność jest kwestionowana, uznał za niekonstytucyjne przepisy o indywidualnym charakterze kadencji sędziowskich członków KRS. Na tej podstawie Sejm VIII kadencji dokonał nowelizacji ustawy o Krajowej Radzie Sądownictwa według projektu prezydenta Andrzeja Dudy. Indywidualny charakter kadencji sędziowskich członków KRS został zastąpiony ich wspólną, czteroletnią kadencją. Dodatkowo 15 sędziowskich członków wybierają nie jak do tamtej pory środowiska sędziowskie, lecz Sejm – i to tej samej kadencji – większością 3/5 głosów w obecności co najmniej połowy ustawowej liczby posłów, głosując na listę kandydatów, ustaloną przez sejmową komisję. Wszyscy muszą zatem uzyskać poparcie polityków z tej samej opcji rządzącej. Na dodatek w przypadku, gdy nie uda się w Sejmie wybrać 15 sędziowskich członków KRS większością 3/5 głosów, w kolejnym głosowaniu wybierani są już oni jedynie bezwzględną większością głosów, co pogłębia sytuację uzależnienia wyboru sędziów od partii rządzącej. Nowa ustawa o KRS przerwała również kadencję dotychczasowych członków Rady, co było niezgodne z Konstytucją Rzeczypospolitej Polskiej. Według art. 187 ust. 3 Konstytucji, kadencja wybranych członków Krajowej Rady Sądownictwa trwa bowiem 4 lata.
Krajowa Rada Sądownictwa ukonstytuowana w kwietniu 2018 na podstawie wyżej wymienionej ustawy, określana często jako neo-KRS, jest postrzegana przez wielu przedstawicieli środowisk prawniczych w Polsce i na świecie jako gremium powołane niezgodnie z Konstytucją Rzeczypospolitej Polskiej. W związku z niewłaściwym obsadzeniem jej składu 28 października 2021 została ona wykluczona z Europejskiej Sieci Rad Sądownictwa, trzy lata po zawieszeniu w członkostwie. 20 grudnia 2023 Sejm RP większością 239 głosów przyjął uchwałę dotyczącą Krajowej Rady Sądownictwa, w której wskazał, że trzy uchwały Sejmu z 2018, 2021 i 2022 r. w sprawie wyboru sędziowskich członków KRS zostały podjęte z rażącym naruszeniem konstytucji.

## Pozycja ustrojowa
Władza sądownicza nie tylko stosuje przepisy, ale także kształtuje obszary życia publicznego, w których działają władze ustawodawcza i wykonawcza. Sędziowie badają zgodność przepisów ustaw z konstytucją i w ten sposób mają wpływ na działalność parlamentu. Ponadto wydając wyroki, wypowiadają się w sprawach publicznych. Czasami nawet występują publicznie poza sądami. Dlatego instytucje takie jak KRS mają ograniczyć wpływ innych władz na sądownictwo .
W II połowie XX w. wiele państw europejskich utworzyło organy, które chronią niezależności sądów i niezawisłości sędziów. Są one powiązane z władzą sądowniczą, jednak na ich skład mają wpływ także organy władz ustawodawczej i wykonawczej. Takie instytucje istnieją m.in. we Francji (gdzie Najwyższa Rada Sądownictwa jest organem konstytucyjnym ), we Włoszech i w Portugalii . W innych państwach europejskich, które także są państwami prawa, organy podobne do KRS nie występują. Do tych państw należą m.in. Niemcy, Austria i Luksemburg. Tam w procesie wyboru sędziów uczestniczą ministrowie sprawiedliwości lub organy kolegialne innego typu . Ale standard europejski jest taki, że niezależnie od tego, jaki model wyłaniania sędziów funkcjonuje w określonym kraju, powinien on gwarantować takie powołanie sędziego, aby nie było później wątpliwości co do jego bezstronności. Szczególnym przypadkiem są Niemcy (zob. Wyłanianie sędziów w Niemczech), gdzie nie funkcjonuje scentralizowany organ podobny do polskiej KRS, a kompetencje związane z powoływaniem sędziów leżą w dyspozycji różnych podmiotów. Jest to konsekwencja wprowadzenia modelu kształtowania kadry sędziowskiej opartego na koncepcji, która zakłada rozproszenie istniejących w tym obszarze ośrodków decyzyjnych, tak by przyjęty system lepiej odpowiadał federalnej strukturze państwa niemieckiego. W niektórych niemieckich landach minister sprawiedliwości mianuje sędziów bez udziału korporacji zawodowej i parlamentu, ale nie jest to powszechne. Na poziomie federalnym i w pozostałych landach istnieje komisja ds. wyboru sędziów (Richterwahlausschuss), w której skład wchodzą przedstawiciele władzy wykonawczej, parlamentu i sędziowie – w różnych proporcjach, w zależności od landu. W żadnym kraju europejskim nie przewiduje się takiej sytuacji, w której minister sprawiedliwości byłby jedynym decydentem w zakresie powoływania sędziów i jednocześnie pełnił funkcję Prokuratora Generalnego.
W polskiej Konstytucji z 1997 Krajową Radę Sądownictwa opisano w rozdziale VIII, „Sądy i trybunały”. Jednak pojawiły się wątpliwości co do teoretycznego sklasyfikowania KRS. Część prawników twierdzi, że nie można jej przyporządkować ani do władzy ustawodawczej, ani wykonawczej, ani do sądowniczej: od organów dwóch pierwszych władz znacznie się różni, a co do władzy sądowniczej, to Konstytucja wyraźnie stwierdza, że władzę tę sprawują tylko sądy i trybunały . Mimo to Radę opisuje się jako niewydający wyroków („pozajudykacyjny”) organ władzy sądowniczej . Poza tym bywa ona opisywana jako organ administracji państwowej i porównywana do organów kontroli państwowej i ochrony prawa. Przyporządkowanie KRS do konkretnej władzy (albo stwierdzenie, że nie należy ona do żadnej z nich) ma wpływ na interpretację kompetencji Rady .

## Historia

### Początki funkcjonowania
Krajowa Rada Sądownictwa powstała w 1989 w wyniku postanowień podjętych podczas obrad Okrągłego Stołu. Miała zabezpieczyć niezależność sądów i niezawisłość sędziów, czego nie przestrzegano w Polskiej Rzeczypospolitej Ludowej . Dotąd za zarządzanie i nadzór nad sądownictwem, a także za wybór kandydatów na sędziów, odpowiadał bezpośrednio Minister Sprawiedliwości. Polska była pierwszym spośród krajów byłego bloku wschodniego, który wprowadził mechanizmy gwarantujące niezależność sądownictwa od władzy ustawodawczej i wykonawczej. Radę wpisano do noweli kwietniowej (1989), czyli ustawy o zmianie Konstytucji PRL.
KRS została utworzona na podstawie ustawy z 20 grudnia 1989. Ta ustawa miała wady. Niektórzy prawnicy wyrażali obawy, że tak ukształtowany organ będzie się kierował zawodową solidarnością. Jeszcze w procesie legislacyjnym nie skonsultowano projektu ustawy z sędziami . Rada rozpoczęła działalność i 20 kwietnia 1990 prezydent Wojciech Jaruzelski wręczył na jej wniosek nominacje pierwszym 79 sędziom sądów wojewódzkich, rejonowych i wojskowych.

### Konstytucja RP z 1997 i ustawa z 2001
W Konstytucji RP z 1997 funkcjonowanie Rady zostało opisane w art. 186 i 187 oraz art. 191 ust. 1 pkt 2. 27 lipca 2001 uchwalono nową ustawę o KRS, co uzasadniono koniecznością dostosowania przepisów do postanowień Konstytucji.
Projekt tej ustawy wniosła sejmowa Komisja Sprawiedliwości i Praw Człowieka w kwietniu 1999. Po ponad dwóch latach prac ustalono ostateczny kształt zmian. Zmieniono przepisy o kompetencjach Rady. Według autorów projektu najważniejszą zmianą dotyczącą kompetencji było przyznanie prawa udziału KRS w kształtowaniu wynagrodzeń sędziów. Była to realizacja konstytucyjnej zasady niezależności budżetowej sądownictwa. Oprócz tego m.in. wprowadzono organ Rady – Prezydium, usunięto przepis o kadencyjności KRS i w jego miejsce wprowadzono przepis o kadencji członków KRS. Zmieniono tryb zaskarżania uchwał Rady w sprawach indywidualnych sędziów – zamiast wnoszenia skargi do Naczelnego Sądu Administracyjnego, wprowadzono skargę do Sądu Najwyższego.

### Wyrok Trybunału Konstytucyjnego z 19 listopada 2009 r. w sprawie K 62/07 i ustawa z 2011
W 2007 KRS wystąpiła z wnioskiem do Trybunału Konstytucyjnego o zbadanie z Konstytucją przepisu, na podstawie którego Prezydent RP mógł określać rozporządzeniem szczegółowy tryb działania Rady i postępowania przed KRS. Zdaniem Rady taki akt nie wykonywał (konkretyzował) przepisów ustawowych, tylko je uzupełniał. Według KRS była to sprawa, która zgodnie z Konstytucją powinna być regulowana ustawą. Po dwóch latach, w listopadzie 2009, Trybunał Konstytucyjny orzekł o niekonstytucyjności fragmentu przepisu „i postępowania przed Radą”.
W sierpniu 2010 do Sejmu wpłynął senacki projekt nowej ustawy o KRS, który miał na celu uporządkowanie kwestii związanych z działaniem KRS i dostosowanie przepisów ustawy do postanowień Konstytucji. Według Senatu poprawianie ustawy z 2001 sprawiłoby, że ta ustawa stałaby się dwa razy obszerniejsza niż pierwotnie, a wiele istniejących przepisów trzeba by zmieniać. Dlatego zaproponowano uchwalenie nowej ustawy.
Uchwalono ją 12 maja 2011. Ustawa po raz kolejny zmieniła kompetencje Rady. Zawierała także wiele przepisów regulujących funkcjonowanie KRS, które do tej pory znajdowały się w regulaminie KRS. W regulaminie miały pozostać jedynie przepisy o sprawach mniej istotnych.

### Zmiany w ustawie z 2017
Wyrokiem z 20 czerwca 2017 Trybunał Konstytucyjny w nieprawowitym składzie z dwoma sędziami dublerami: Lechem Morawskim (który został wybrany w 2015 roku przez Sejm VIII kadencji na sędziego Trybunału Konstytucyjnego, na miejsce obsadzone już przez Krzysztofa Ślebzaka) i Mariuszem Muszyńskim (który został wybrany w 2015 roku przez Sejm VIII kadencji na sędziego Trybunału Konstytucyjnego, na miejsce obsadzone już przez Andrzeja Jakubeckiego) stwierdził, że przepisy ówczesnej ustawy o KRS rozumiane w ten sposób, że kadencja sędziowskich członków KRS ma charakter indywidualny, jest niezgodna z Konstytucją. W tym samym wyroku Trybunał stwierdził, że „KRS nie jest częścią polskiej tradycji ustrojowej (...) istnienie rady sądownictwa w konstytucyjnym systemie organów państwa nie jest ani konieczną, ani typową cechą współczesnego państwa” oraz że „nie zgadza się ze stanowiskiem zajętym w wyroku o sygn. K 25/07, że Konstytucja określa, iż członkami KRS mogą być sędziowie wybierani przez sędziów. Art. 187 ust. 1 pkt 2 Konstytucji stanowi jedynie, że osoby te są wybierane spośród sędziów. Ustrojodawca nie wskazał jednak, kto ma wybierać tych sędziów. Zatem z Konstytucji wynika, kto może być wybrany członkiem KRS, ale nie jest określone, jak wybrać sędziów członków KRS do tej Rady. Te kwestie zostały przekazane do uregulowania w ustawie”.
12 lipca 2017 Sejm z inicjatywy rządu Beaty Szydło uchwalił ustawę wygaszającą kadencje wszystkich członków KRS i dzielącą ją na dwa zgromadzenia. Według założeń ustawy, sędziowscy członkowie Krajowej Rady Sądownictwa mieli być wyłaniani przez Sejm, a nie przez samych sędziów, zwykłą większością głosów spośród kandydatów zgłoszonych przez Marszałka Sejmu w oparciu o propozycje zgłoszone przez Prezydium Sejmu lub grupę co najmniej 50 posłów. Projekt całkowicie pozbawiał środowisko sędziowskie jakiegokolwiek
wpływu na obsadę stanowisk w KRS – stowarzyszenia zrzeszające sędziów miały prawo przedstawiać Marszałkowi Sejmu jedynie niewiążące „rekomendacje dotyczące zgłoszenia kandydatów na członka Rady”. W skład pierwszego zgromadzenia Rady miało wchodzić 10 członków: Minister Sprawiedliwości, Pierwszy Prezes Sądu Najwyższego, Prezes Naczelnego Sądu Administracyjnego, 1 osoba powołana przez Prezydenta Rzeczypospolitej Polskiej oraz 4 posłów i 2 senatorów. Drugie zgromadzenie miało tworzyć 15 sędziów, wyłonionych w opisanej wyżej procedurze. Każde ze zgromadzeń KRS miało osobno rozpatrywać i oceniać kandydatów na stanowiska sędziowskie, przy czym o pozytywnej ocenie kandydata przez Radę przesądzać miałaby aprobata danej kandydatury przez obydwa 
zgromadzenia. Jeżeli oba zgromadzenia miały różne opinie o kandydacie na sędziego, wówczas to, które wydało o nim opinię pozytywną, mogło wnioskować o decyzję Rady w pełnym składzie. Wówczas za kandydatem musiałoby się opowiedzieć 17 członków Rady. Uchwalenie tej ustawy, a także ustaw: o ustroju sądów powszechnych oraz Sądzie Najwyższym, uznawanych przez ekspertów oraz część opinii publicznej za naruszające zasadę trójpodziału władz, wywołało protesty i demonstracje w całym kraju. Prezydent Andrzej Duda zawetował ustawę 31 lipca 2017. Uzasadniając swoje weto podkreślił, że ogólną ideę zmian kreowanych przez jego macierzystą partię Prawo i Sprawiedliwość „należy przyjąć z aprobatą”. Dodał jednak, że zdecydowanie nie zgadza się, aby sędziów do Krajowej Rady Sądownictwa wybierała tylko jedna partia oraz, aby o składzie Sądu Najwyższego decydował jednoosobowo Minister Sprawiedliwości i Prokurator Generalny w jednej osobie. Prezydent ocenił przy tym, że zasada wyboru sędziów do KRS przez Sejm wymaga wprowadzenia wymogu większości kwalifikowanej 3/5 głosów, co będzie wyrazem konsensusu różnych ugrupowań zasiadających w parlamencie. Weto prezydenta skrytykowała premier Beata Szydło, minister sprawiedliwości i prokurator generalny Zbigniew Ziobro oraz wiceministrowie sprawiedliwości: Patryk Jaki i Marcin Warchoł, zarzucając Andrzejowi Dudzie hamowanie reformy wymiaru sprawiedliwości.
We wrześniu do Sejmu wpłynął prezydencki projekt kolejnej nowelizacji. Zaproponowano m.in. zmiany sposobu wyboru członków Rady oraz obowiązek transmisji obrad KRS przez Internet. Prawo zgłaszania kandydatów do Rady miałyby grupy co najmniej 2000 obywateli oraz grupy co najmniej 25 sędziów. Sejm wybierałby członków KRS kwalifikowaną większością 3/5 głosów na wspólną czteroletnią kadencję. Jeśli Sejm nie wybrałby ich w ten sposób w ciągu 90 dni od ogłoszenia obwieszczenia Marszałka Sejmu o rozpoczęciu procedury zgłaszania kandydatów na członków Rady, wówczas każdy poseł mógłby głosować w głosowaniu imiennym tylko na jednego kandydata spośród zgłoszonych. Za wybranych uznawanoby tych sędziów, którzy uzyskali największą liczbę głosów. Jeżeli w wyniku zastosowania także i tej procedury nie doszłoby do wyłonienia 15 sędziowskich członków Rady, wybór na wolne stanowiska miałby być powtarzany w tej samej procedurze aż do skutku. W kolejnych tygodniach klub parlamentarny PiS, obawiając się bojkotu głosowania przez kluby opozycyjne, przekazał prezydentowi swoje poprawki ws. nowelizacji ustawy KRS. Czterokrotnie w tej sprawie spotykali się prezydent i prezes PiS Jarosław Kaczyński. Następnie ws. projektów spotykali się wiceszef Kancelarii Prezydenta Paweł Mucha i przewodniczący sejmowej Komisji Sprawiedliwości i Praw Człowieka Stanisław Piotrowicz (PiS). Rozmowy dotyczyły m.in. kwestii wyboru sędziów do Rady w przypadku braku większości 3/5 głosów oraz preselekcji kandydatów dokonywanej przez kluby poselskie i komisję sejmową z grona osób zgłoszonych przez grupy obywateli oraz przez sędziów. Ostatecznie wypracowano rozwiązanie, zgodnie z którym każdy klub poselski może wskazać spośród zgłoszonych osób maksymalnie 9 kandydatów na członków KRS. Następnie komisja sejmowa wybiera łącznie 15 kandydatów do Krajowej Rady Sądownictwa z zastrzeżeniem, że każdy klub musi mieć co najmniej jedną wskazaną osobę. Jeżeli łączna liczba kandydatów wskazanych przez kluby poselskie jest mniejsza niż 15, kandydatów w liczbie brakującej do piętnastu wskazuje Prezydium Sejmu. Kolejny krok to wybór przez Sejm całej listy członków KRS większością 3/5 głosów w obecności co najmniej połowy ustawowej liczby posłów. Jeśli do wyboru nie dojdzie, w kolejnym głosowaniu do wyboru wystarcza większość bezwzględna.
24 listopada pod hasłem „Wolne sądy, wolne wybory, wolna Polska” rozpoczął się protest pod Pałacem Prezydenckim zorganizowany przez przeciwników zmian. Podobne demonstracje rozpoczęły się przed sądami w innych częściach kraju. Do protestów przeciwko zmianom zaproponowanym przez przez Prawo i Sprawiedliwość wezwała Krajowa Rada Sądownictwa.
8 grudnia Sejm uchwalił nowelizację a Komisja Wenecka wydała opinię o tej ustawie. Według Komisji w państwie prawa znacząca część lub większość członków rad sądowniczych powinna być wybrana przez sędziów, a według ustawy Sejm może wybrać kandydatów, którzy mają minimalne poparcie wśród sędziów. Wymóg wyboru większością 3/5 głosów zachęca do wyboru osób bardziej neutralnych, ale mechanizm ten jest nieefektywny, jeśli w drugiej turze głosowania partia rządząca może wybrać kandydatów zwykłą większością, co upolityczni radę. Pogłębione to będzie wskutek wspólnej dla wszystkich członków kadencji. W Europie powszechne są kadencje niesynchroniczne, kiedy pracują razem członkowie wybrani przez parlamenty różnych kadencji. Zwiększa to szansę, że członkowie będą posiadali różne poglądy polityczne, co zwiększa niezależność. Natomiast wybór wszystkich członków może prowadzić do jednolitej politycznie Rady. Według Komisji Weneckiej ustawa ta razem z innymi reformami osłabia niezależność wymiaru sprawiedliwości. Mimo to 15 grudnia Senat przyjął ją bez poprawek, a 5 dni później ustawę podpisał prezydent.
Ustawa weszła w życie 17 stycznia 2018 z wyjątkiem kilku przepisów, które weszły w życie 3 stycznia. Kandydatów zgłoszono w lutym 2018, a nowa Krajowa Rada Sądownictwa została wybrana na początku marca. Wówczas to Sejm wybrał 15 sędziów na nowych członków KRS. Na skutek wezwań do bojkotu wyborów ogłoszonych przez dotychczasowy skład Rady i organizacje reprezentujące sędziów, na 10 000 wszystkich sędziów w Polsce do nowej KRS zgłoszono jedynie 18 kandydatur, głównie ludzi związanych z ministrem sprawiedliwości i prokuratorem generalnym Zbigniewem Ziobrą (np. sędziowie oddelegowani do pracy w Ministerstwie Sprawiedliwości lub prezesi sądów, którzy zostali niedawno powołani przez ministra), z czego 17 zostało zgłoszonych przez grupy 25 sędziów, a jeden przez grupę ponad 2000 obywateli. Spośród zgłoszonych zaledwie 18 kandydatów dziewięciu wskazał klub PiS, a sześciu – klub Kukiz'15. Pozostałe kluby poselskie nie wskazały żadnego kandydata. Zbojkotowały także głosowanie. Ten bojkot oznaczał, że nie była potrzebna druga tura głosowania – 15 kandydatów wybrano większością kwalifikowaną 3/5 głosów. Wątpliwości wzbudziło utajnienie list poparcia z nazwiskami sędziów i obywateli, którzy popierali konkretnych kandydatów do Krajowej Rady Sądownictwa. W prezydenckim projekcie ustawy o KRS dorobek kandydatów, opinie o nich oraz listy osób, które kandydata poparły miały być całkowicie jawne. Jednak w trakcie prac w sejmowej Komisji Sprawiedliwości i Praw Człowieka klub PiS wprowadził nieoczekiwanie poprawkę, zgodnie z którą zgłoszenia kandydatów są upubliczniane, ale „z wyłączeniem załączników”, zawierających m.in. nazwiska sędziów i obywateli popierających kandydata, co w praktyce uniemożliwiało weryfikację, czy kandydaci zostali zgłoszeni przez wymaganą liczbę uprawnionych osób. Wgląd do załączników zapewniono jedynie Marszałkowi Sejmu oraz Ministrowi Sprawiedliwości.
W 2018 ówczesna posłanka Nowoczesnej Kamila Gasiuk-Pihowicz złożyła w trybie informacji publicznej wniosek o udostępnienie wykazu sędziów i grup obywateli popierających zgłoszenia sędziów do nowej Krajowej Rady Sądownictwa. W wydanej 27 lutego 2018 decyzji szef Kancelarii Sejmu Agnieszka Kaczmarska odmówiła udostępnienia informacji publicznej, powołując się na znowelizowaną ustawę o KRS, która stanowi, że zgłoszenia kandydatów są upubliczniane, ale bez załączników zwierających nazwiska obywateli i sędziów popierających kandydatów na członków KRS. W skardze na odmowę Kamila Gasiuk-Pihowicz wskazała, że wykaz osób popierających kandydatury do KRS stanowi informację publiczną, ponieważ odnosi się do osób pełniących funkcje publiczne (w tym przypadku sędziów) i ma związek z pełnieniem tychże funkcji. 29 sierpnia 2018 Wojewódzki Sąd Administracyjny w Warszawie częściowo przychylił się do stanowiska skarżącej i uchylił decyzję szefa Kancelarii Sejmu w zakresie odmowy udostępnienia wykazu sędziów, którzy zgłosili kandydatury do KRS. W czerwcu 2019 Naczelny Sąd Administracyjny prawomocnie oddalił skargę kasacyjną szefa Kancelarii Sejmu w tej sprawie uznając, że informacja zawarta w załącznikach obejmujących wykazy sędziów popierających kandydatury członków do KRS jest informacją publiczną i podlega udostępnieniu. Listy poparcia ujawniono w lutym 2020. Po ich upublicznieniu wyszedł na jaw fakt, że sędziowie mający powiązania z ministrem Zbigniewem Ziobrą udzielali sobie nawzajem poparcia, podpisując się pod kilkoma kandydaturami jednocześnie. Ponadto jeden z członków KRS, sędzia Maciej Nawacki, sam poparł swoją kandydaturę, podpisując się na własnej liście poparcia, a czterech innych sędziów wycofało swoje poparcie dla Nawackiego przed przedłożeniem list poparcia Marszałkowi Sejmu, na skutek czego Nawacki miał nie zebrać wymaganego poparcia, co mogło skutkować wadliwością jego powołania, a ponieważ wszystkich sędziów do Rady wybrano w jednym głosowaniu – również wadliwością wyboru całej KRS.
Ze względu na udział Krajowej Rady Sądownictwa w procesie nominacyjnym sędziów Sądu Najwyższego, sprawy Rady stały się elementem trwającego w Polsce od 2017 kryzysu wokół Sądu Najwyższego. W opinii wielu przedstawicieli środowisk sędziowskich i innych prawniczych, KRS ukonstytuowana w kwietniu 2018 ze względu na wyłonienie jej niezgodnie z konstytucją nie ma znamion organu konstytucyjnego.
We wrześniu 2018 roku Europejska Sieć Rad Sądownictwa (ENCJ) zawiesiła członkostwo KRS ze względu na „niespełnianie warunku niezależności od władzy wykonawczej”, a 28 października 2021 ostatecznie wykluczyła KRS z organizacji.

### Wyrok Trybunału Konstytucyjnego z dnia 25 marca 2019 r. w sprawie K 12/18
W wyroku z 25 marca 2019 wydanym na wniosek ówczesnego składu Krajowej Rady Sądownictwa i grupy senatorów PiS Trybunał Konstytucyjny w nieprawowitym składzie z udziałem sędziego dublera Justyna Piskorskiego (który został wybrany w 2017 roku przez Sejm VIII kadencji na sędziego Trybunału Konstytucyjnego na miejsce opróżnione wskutek śmierci sędziego dublera Lecha Morawskiego, który z kolei został wybrany na miejsce obsadzone już przez Krzysztofa Ślebzaka), powołując się na swój wcześniejszy wyrok z 20 czerwca 2017, orzekł, że przepis, który pozwala Sejmowi wybrać 15 sędziów-członków Krajowej Rady Sądownictwa zwykłą większością głosów w przypadku, gdy nie uda się uzyskać większości 3/5, jest zgodny z Konstytucją RP. W uzasadnieniu Trybunał stwierdził, że Sejm, jako organ przedstawicielski ma prawo do wyboru sędziów, a kwalifikowana większość głosów przy wyborze sędziowskich członków KRS (wymagająca zgody opozycji) nie jest konieczna. Trybunał podkreślił, że Konstytucja nie przewiduje żadnych ograniczeń dotyczących trybu głosowania przy wyborze sędziów do KRS, a ustawodawca może samodzielnie regulować sposób wyboru sędziów do KRS, w tym także tryb głosowania. W tym samym wyroku TK uznał za niezgodny z art. 184 Konstytucji RP przepis pozwalający na odwołanie się do Naczelnego Sądu Administracyjnego od uchwał Krajowej Rady Sądownictwa zawierających wnioski o powołanie sędziów Sądu Najwyższego.
Do postępowania przed TK przystąpił Rzecznik Praw Obywatelskich Adam Bodnar, wnosząc o umorzenie postępowania na podstawie art. 59 ust. 1 pkt 2 ustawy o organizacji i trybie postępowania przed TK z uwagi na niedopuszczalność wydania wyroku w sprawie. Uzasadnił to nadużyciem praw procesowych ze strony wnioskodawców, którzy zmierzali w postępowaniu do potwierdzenia przez Trybunał statusu prawnego KRS, nie zaś do jego ochrony przed naruszeniem (art. 3 KPC w zw. z art. 36 ustawy o organizacji i trybie postępowania przed TK, art. 83 KC odpowiednio). Jeśli zaś chodzi o przeniesienie ze zgromadzeń sędziów na Sejm kompetencji do wyboru 15 sędziów-członków KRS (art. 9a, art. 11a-11e ustawy o KRS), RPO wnioskował o uznanie tych regulacji za niekonstytucyjne ze względu na to, że:
1. sama konstytucja pozostawia w art. 187 ust. 1 pkt 2 kompetencję do wyboru 15 członków KRS sędziom, ograniczając prawo parlamentu do wyboru sześciu członków Rady w art. 187 ust. 1 pkt 3 (czterech wybieranych przez Sejm spośród posłów, dwóch – przez Senat spośród senatorów)[75],
2. transfer tej kompetencji do Sejmu oznacza, że KRS, jako organ stojący na straży relatywnie najsłabszego segmentu władzy, podlegać może i podlega naciskom władzy politycznej, stając się przez to organem niezdolnym  do  efektywnego  stania  na  straży niezależności sądów i niezawisłości sędziów[76].

Ponadto, w opinii Rzecznika Praw Obywatelskich wyrażonej w piśmie do Trybunału Konstytucyjnego, wskazano, że orzeczenie TK w tej sprawie będzie nieważne, gdyż oprócz udziału w wydawaniu wyroku osoby nieuprawnionej do orzekania, czyli sędziego Piskorskiego, datę ogłoszenia wyroku wyznaczono przed upływem ustawowego terminu na zgłoszenie udziału i stanowiska przez RPO w tej sprawie.
Orzeczenie spotkało się z krytyką polityków opozycji, zwłaszcza posłów klubu Platformy Obywatelskiej, którzy jeszcze przed wydaniem wyroku oceniali, że orzeczenie Trybunału w tej sprawie będzie nieważne, a także przedstawicieli środowisk prawniczych, którzy wskazywali na upolitycznienie Trybunału i dalsze pogłębianie przezeń chaosu prawnego. W wywiadzie dla Dziennika Gazety Prawnej dr Tomasz Zalasiński, konstytucjonalista z Zespołu Ekspertów Prawnych Fundacji im. Stefana Batorego, stwierdził:

„25 marca 2019 r. był najgorszym dniem w historii polskiego Trybunału Konstytucyjnego. Z chwilą ogłoszenia wyroku w sprawie K 12/18 Trybunał Konstytucyjny w kształcie, jaki znaliśmy przez trzy dekady, zakończył swoją działalność. Przestał bowiem pełnić funkcję niezależnego i niezawisłego organu kontroli konstytucyjności prawa, zajmując pozycję zbliżającą go do rodzaju trzeciej izby parlamentu, uczestniczącej w bieżącej polityce po stronie aktualnej większości rządowej. W swoim rozstrzygnięciu wyraźnie stracił z pola widzenia Konstytucję RP i wynikające z niej normy, a kierował się bieżącymi potrzebami politycznymi związanymi z zakwestionowaniem wyboru nowych sędziów Sądu Najwyższego wybranych przez rządową Krajową Radę Sądownictwa. W swoim orzeczeniu trybunał – chcąc doprowadzić do cofnięcia wystosowanych przez rozpoznający odwołania od uchwał KRS o wyborze tych sędziów Naczelny Sąd Administracyjny pytań prejudycjalnych do TSUE – stwierdził niewłaściwość NSA do rozpoznania tych odwołań, a w uzasadnieniu zasugerował umorzenie przez NSA wszystkich tego typu spraw”.

Wyrok Trybunału Konstytucyjnego z 25 marca 2019 roku został opublikowany 1 kwietnia 2019 roku w Dzienniku Ustaw.

### Wyrok Trybunału Sprawiedliwości UE z 19 listopada 2019 r. w sprawach połączonych C-585/18, C-624/18 i C-625/18
W wyroku z 19 listopada 2019 Trybunał stwierdził, że to Sąd Najwyższy w Polsce ma badać niezależność nowej Izby Dyscyplinarnej Sądu Najwyższego, by ustalić, czy może ona rozpoznawać spory dotyczące sędziów, oraz zaznaczył, że Krajowa Rada Sądownictwa, która składa wnioski z rekomendacją do prezydenta o powołanie na stanowisko sędziego, może robić to w sposób obiektywny, jednak tylko pod warunkiem, że będzie wystarczająco niezależna od władzy ustawodawczej i wykonawczej, wykazując w tym kontekście, że należy mieć na uwadze okoliczności wybrania członków Rady oraz sposób, w jaki KRS konkretnie wypełnia wyznaczone jej zadanie stania na straży niezależności sądów i niezawisłości sędziów.

### Wyrok Sądu Najwyższego z 5 grudnia 2019 r. w sprawie III PO 7/18 i uchwała składu połączonych Izb: Cywilnej, Karnej oraz Pracy i Ubezpieczeń Społecznych Sądu Najwyższego z 23 stycznia 2020 r. w sprawie BSA I-4110-1/20
5 grudnia 2019 Izba Pracy i Ubezpieczeń Społecznych Sądu Najwyższego uznała, że Krajowa Rada Sądownictwa nie spełnia wymogów niezależności, a powołana przez nią Izba Dyscyplinarna SN nie jest sądem. Sąd Najwyższy podkreślił, że każdy sąd, każdy organ państwowy ma obowiązek badać niezależność KRS zgodnie z wytycznymi z wyroku TSUE. 15 stycznia 2020 Izba Pracy i Ubezpieczeń Społecznych Sądu Najwyższego w dwóch składach sędziowskich ponownie uznała, że Izba Dyscyplinarna nie stanowi niezawisłego i bezstronnego sądu z uwagi na okoliczności jej utworzenia, zakres kompetencji, skład oraz udział obecnej KRS w jej ukonstytuowaniu". Na 23 stycznia 2020 roku zaplanowane zostało rozpoznanie pytań prawnych zadanych przez pierwszą prezes Sądu Najwyższego profesor Małgorzatę Gersdorf, które odnoszą się do tego czy sędziowie powołani przez nową KRS są nieuprawnieni do orzekania i czy postępowanie cywilne z udziałem takiego sędziego jest sprzeczne z przepisami prawa. Pytanie zostanie rozpoznane w składzie trzech izb – Izby Karnej, Izby Cywilnej oraz Izby Pracy i Ubezpieczeń Społecznych. Z uwagi na przedstawiony skład, uchwała z, chwilą podjęcia będzie miała moc zasady prawnej.
23 stycznia 2020 Sąd Najwyższy w składzie 59 sędziów z Izby Karnej, Pracy i Ubezpieczeń Społecznych oraz Cywilnej, zdecydował, że sędziowie wskazani przez nową Krajową Radę Sądownictwa są nieuprawnieni do orzekania, przy czym uchwała ta nie ma zastosowania do wyroków wydanych przez sądy przed datą jej ogłoszenia. Takiego ograniczenia nie zastosowano wobec Izby Dyscyplinarnej Sądu Najwyższego, uznając tym samym, że bez względu na datę, orzeczenia Izby Dyscyplinarnej są nieważne, a sędziowie tych Izb nie mogą orzekać od dnia podjęcia uchwały.

### Wyroki Europejskiego Trybunału Praw Człowieka
W sprawie Reczkowicz przeciwko Polsce ETPC stwierdził liczne nieprawidłowości w wyborze sędziów do Izby Dyscyplinarnej, które spowodowały, że nie jest ona sądem ustanowionym zgodnie z prawem w rozumieniu art. 6 ust. 1 EKPC. W szczególności prezydent Duda powołał do niej ludzi wskazanych wyłącznie przez KRS, do której z kolei rzekomych przedstawicieli sądownictwa wybrał Sejm. ETPC orzekł, że obecna KRS nie daje gwarancji niezależności od władzy ustawodawczej i wykonawczej.
W sprawie Dolińska-Ficek i Ozimek przeciwko Polsce ETPC uznał, że Izba Kontroli Nadzwyczajnej i Spraw Publicznych nie jest niezawisłym i bezstronnym sądem ustanowionym ustawą w rozumieniu art. 6 ust. 1 EKPC, gdyż prezydent Duda powołał do niej ludzi wskazanych wyłącznie przez KRS, do której z kolei rzekomych przedstawicieli sądownictwa wybrał Sejm. ETPC orzekł, że obecna KRS nie daje gwarancji niezależności od polityków. Obsadzenie jej przez Sejm, mimo że wg konstytucji powołane jest do tego środowisko sędziowskie, nazwał "zasadniczą nieprawidłowością". "Negatywnie wpłynęła ona na proces powołania sędziów i podważyła legitymację izby" – stwierdził.
Ponadto ETPC uznał, że polskie prawo rażąco i w sposób oczywisty naruszył prezydent Duda, który powołał sędziów do IKNiSP, chociaż NSA w 2018 wstrzymał wykonanie rekomendacji nowej KRS. Bez tej rekomendacji nie można powołać sędziego, ale Duda zignorował orzeczenie NSA.
Podobnie w sprawie Advance Pharma przeciwko Polsce ETPC uznał, że Izba Cywilna nie jest niezawisłym i bezstronnym sądem ustanowionym ustawą w rozumieniu art. 6 ust. 1 EKPC, gdyż prezydent Duda powołał do niej ludzi wskazanych wyłącznie przez KRS, do której z kolei rzekomych przedstawicieli sądownictwa wybrał Sejm. ETPC orzekł, że na procedurę powoływania sędziów do Izby Cywilnej nadmiernie wpłynęły władza ustawodawcza i wykonawcza. "Stanowiło to fundamentalną nieprawidłowość, która negatywnie wpłynęła na cały proces i podważyła legitymację Izby Cywilnej" – stwierdził.
Dodatkowo ETPC uznał, że polskie prawo rażąco i w sposób oczywisty naruszył prezydent Duda, który powołał sędziów do Izby Cywilnej, chociaż NSA w 2018 r. wstrzymał wykonanie rekomendacji nowej KRS. Bez tej rekomendacji nie można powołać sędziego, ale Duda zignorował orzeczenie NSA.
W sprawie Grzęda przeciwko Polsce ETPC stwierdził naruszenie przez Polskę prawa do sądu (art. 6 ust. 1 EKPC) sędziego NSA, którego – przewidziana konstytucją RP w art. 187 ust. 3 – 4-letnia kadencja jako członka KRS została arbitralnie przerwana podjętym przez Sejm 6 marca 2018 na podstawie nowelizacji ustawy o KRS z grudnia 2017 r. wyborem 15 nowych członków Rady i który nie mógł się w związku z tym odwołać do sądu. ETPC podkreślił, że kadencja KRS została skrócona z naruszeniem polskiej konstytucji i międzynarodowych standardów prawa. Według Trybunału zmiany w sądownictwie w Polsce od 2015 doprowadziły do osłabienia niezawisłości sądów i przestrzegania standardów praworządności.
W sprawie Żurek przeciwko Polsce ETPC orzekł, że Polska, przerywając w marcu 2018 kadencję członka i rzecznika prasowego KRS Waldemara Żurka, naruszyła art. 6 ust. 1 EKPC, a szykanując go za wypowiedzi medialne - również art. 10 EKPC. Zdaniem Trybunału Żurek jako sędzia i rzecznik KRS miał prawo i obowiązek wypowiadać się przeciwko zmianom w sądownictwie w obronie praworządności, gdyż zmiany te ją osłabiały.
W sprawie Juszczyszyn przeciwko Polsce ETPC orzekł, że Polska naruszyła prawa sędziego Pawła Juszczyszyna: do rzetelnego procesu sądowego, do poszanowania prywatności i życia rodzinnego, granice stosowania ograniczeń praw (art. 6, 8 i 18 EKPC). Chodziło o działania podjęte wobec sędziego przez Izbę Dyscyplinarną Sądu Najwyższego za próbę zbadania legalności powołania sędziowskiego, a tym samym wykonania wyroku TSUE z 19 listopada 2019 (sprowadzał się do podważenia po raz pierwszy legalności nowej KRS i Izby Dyscyplinarnej) poprzez wydanie postanowienia o ujawnieniu list poparcia do Krajowej Rady Sądownictwa. Trybunał powtórzył swój tok rozumowania wyłożony w sprawie Reczkowicz i stwierdził, że Izba Dyscyplinarna nie była niezawisłym i bezstronnym sądem ustanowionym ustawą. W związku z tym uznał, że jej decyzja o zawieszeniu Juszczyszyna była niezgodna z prawem. Trybunał podkreślił, że zawieszenie sędziego miało na celu zniechęcenie go do zbadania procedury mianowania sędziów.
Podobną wymowę ma wyrok ETPC w sprawie Tuleya przeciwko Polsce.
W wyroku z 23 listopada 2023 ETPC stwierdził, że Polska naruszyła prawa Lecha Wałęsy do:
- poszanowania życia prywatnego (reputacji)
- sądu - w ten sposób, że w jego sprawie orzekała IKNiSP, w której zasiadali neosędziowie powołani na wniosek upolitycznionej przez PiS KRS
- sądu - w ten sposób, że na wniosek Ziobry, z wykorzystaniem wadliwego instrumentu skargi nadzwyczajnej, uchylony został prawomocny wyrok (złamanie zasady pewności prawa)[90][91].

ETPC zobowiązał też polskie władze do przedsięwzięcia odpowiednich środków w celu usunięcia systemowych naruszeń art. 6 EKPC, ustalonych w sprawie Wałęsy i w poprzednich sprawach, i tym samym do skutecznej realizacji prawa do niezależnego sądu powołanego ustawą, jak i zasady pewności prawa.

### Zablokowanie i odblokowanie środków z UE
W związku z kryzysem praworządności w Polsce, którego elementem jest kryzys KRS, Komisja Europejska w 2021 na mocy rozporządzenia Parlamentu Europejskiego i Rady 2020/2092 UE, Euratom) z dnia 16 grudnia 2020 r. (bezskutecznie zaskarżonego przez Polskę i Węgry) zablokowała środki w Krajowym Planie Odbudowy i w funduszach z polityki spójności. Odblokowano te środki w lutym 2024.

### Wyroki TSUE w sprawach C-718/21 i C-326/23
W sprawach C-718/21 i C-326/23 TSUE orzekł, że niedopuszczalne są pytania prejudycjalne kierowane do TSUE przez składy SN złożone z sędziów wybranych w wadliwej procedurze z udziałem niekonstytucyjnej neo-KRS, jako że nie stanowią bezstronnych i niezawisłych sądów w znaczeniu art. 267 TFUE.

### Wybór posłów-członków KRS
14 listopada 2023 Sejm wybrał nowych posłów-członków KRS: Kamilę Gasiuk-Pihowicz, Tomasza Zimocha, Annę Marię Żukowską i Roberta Kropiwnickiego. 28 czerwca 2024 w związku z wygaśnięciem mandatu Kamili Gasiuk-Pihowicz, Sejm wybrał posła-członka KRS Jarosława Urbaniaka.

### Zarzuty dyscyplinarne wobec sędziów-członków KRS
W kwietniu 2025 Rzecznik Dyscyplinarny Ministra Sprawiedliwości Cezariusz Baćkowski przedstawił 18 sędziom-członkom I i II kadencji KRS ukształtowanej ustawą z 8 grudnia 2017 zarzuty z artykułu 107 § 1 punkty 1 (oczywista i rażąca obraza przepisów prawa ) i 5 (uchybienie godności urzędu sędziego) ustawy o ustroju sądów powszechnych w związku ze swoim udziałem w działalności tego organu.
Postępowanie dyscyplinarne zostało wszczęte na skutek zawiadomienia złożonego 18 marca 2024 r. przez Stowarzyszenie Sędziów Polskich „Iustitia”.

### Wyrok Trybunału Konstytucyjnego z 6 maja 2025 w sprawie K 2/25
W wyroku z 6 maja 2025 TK uznał niekonstytucyjność art. 1 ust. 2 ustawy budżetowej na 2025 rok w zakresie, w jakim zmniejsza w stosunku do projektu ustawy budżetowej wydatki Trybunału Konstytucyjnego i Krajowej Rady Sądownictwa. Wyrok nie został opublikowany w Dzienniku Ustaw.

## Uprawnienia i działalność

### Kompetencje i zadania
Kompetencje i zadania KRS realizowane są w formie uchwał podejmowanych na posiedzeniach plenarnych. Niżej przedstawiono spis uprawnień KRS zgodnie ze stanem prawnym na początek 2018.
Kompetencje i zadania dotyczące występowania przed innymi organami (lub wypowiadanie się na wniosek innych organów) w sprawach dotyczących sądownictwa:
- podejmowanie uchwał w sprawach wystąpienia do Trybunału Konstytucyjnego o zbadanie zgodności z Konstytucją RP aktów normatywnych w zakresie dotyczącym niezależności sądów i niezawisłości sędziów[101],
- opiniowanie projektów aktów normatywnych dotyczących sądownictwa, sędziów i asesorów sądowych, a także przedstawianie wniosków w tym zakresie[102],
- wyrażanie stanowiska w sprawach dotyczących sądownictwa, sędziów i asesorów sądowych, wniesionych pod jej obrady przez Prezydenta, inne organy władzy publicznej lub organy samorządu sędziowskiego[103].

Kompetencje i zadania dotyczące powoływania oraz doskonalenia zawodowego sędziów i asesorów:
- rozpatrywanie i ocena kandydatur do pełnienia urzędu sędziowskiego i asesorskiego oraz przedstawianie Prezydentowi RP wniosków o powołanie sędziów w Sądzie Najwyższym, sądach powszechnych, administracyjnych i wojskowych oraz o powołanie asesorów sądowych w sądach administracyjnych[104],
- wyrażanie sprzeciwu wobec pełnienia przez asesorów sądowych w sądach powszechnych obowiązków sędziego[105],
- wyrażanie opinii w sprawie odwołania prezesów i wiceprezesów (zastępców prezesów) sądów powszechnych i wojskowych[106],
- rozpatrywanie wniosków o przeniesienie sędziów w stan spoczynku i wystąpień sędziów w stanie spoczynku o powrót na stanowisko sędziowskie[107],
- opiniowanie programów szkolenia w ramach aplikacji sędziowskiej, zakresu i sposobu przeprowadzania konkursów na aplikację sędziowską oraz egzaminów sędziowskich[108],
- opiniowanie rocznych harmonogramów działalności szkoleniowej w zakresie dotyczącym szkolenia i doskonalenia zawodowego sędziów, asesorów sądowych i pracowników sądów[109],
- wskazywanie jednego członka Rady Programowej Krajowej Szkoły Sądownictwa i Prokuratury[110],
- wyrażanie opinii w sprawach powołania i odwołania Dyrektora Krajowej Szkoły Sądownictwa i Prokuratury[111].

Kompetencje i zadania dotyczące etyki zawodowej, spraw dyscyplinarnych i stanu kadry sędziowskiej:
- uchwalanie zbioru zasad etyki zawodowej sędziów[112] i asesorów sądowych oraz czuwanie nad ich przestrzeganiem[113][114],
- wybór rzecznika dyscyplinarnego sędziów sądów powszechnych i asesorów sądowych oraz rzecznika dyscyplinarnego sędziów sądów wojskowych[101],
- przeprowadzenie wizytacji sądu albo jego jednostki organizacyjnej, lustracji w sądzie lub lustracji pracy sędziego, którego indywidualna sprawa podlega rozpatrzeniu przez Radę[115],
- wypowiadanie się o stanie kadry sędziowskiej i asesorskiej[101].

Jednym z uprawnień Rady do 5 grudnia 2007 było ustalanie kryteriów oceny kandydatów na stanowiska sędziowskie, przeprowadzanej przez prezesów sądów okręgowych i apelacyjnych. Tego dnia ogłoszono w Dzienniku Ustaw wyrok Trybunału Konstytucyjnego, w którym orzeczono, że art. 2 ust. 2 pkt 2 ustawy o KRS jest niezgodny z art. 60 Konstytucji RP. Z tym dniem Rada utraciła więc prawo ustalania wspomnianych kryteriów. Ostatnie uchwały w przedmiocie kryteriów zostały podjęte 11 stycznia 2007, 19 kwietnia 2007 oraz 19 lipca 2007.
W 2016 Krajowa Rada Sądownictwa rozpatrzyła kandydatury na sędziów 1410 osób, które złożyły łącznie 1588 zgłoszeń. Rada przedstawiła Prezydentowi z wnioskiem o powołanie na stanowiska sędziowskie 415 osób. Średni czas dokonania oceny kandydata do pełnienia urzędu sędziowskiego wyniósł 66 dni. Prezydent nie może powołać na sędziego osoby, której kandydatura nie została mu przedstawiona przez Radę.

### Działalność
Zgodnie z art. 4 ustawy o Krajowej Radzie Sądownictwa, Rada przedstawia Sejmowi, Senatowi i Prezydentowi RP, nie później niż do 31 maja roku następnego, informację z rocznej działalności oraz postulaty dotyczące aktualnych problemów i potrzeb wymiaru sprawiedliwości. Materiał (identyczny dla obu izb), dostępny w formie druków: sejmowego i senackiego, jest podstawowym źródłem o działalności KRS w danym roku.
Rada wydaje kwartalnik „Krajowa Rada Sądownictwa”, który jest kontynuacją Biuletynu KRS. Kwartalnik znajduje się na liście czasopism punktowanych przez MNiSW
W 2014 Krajowa Rada Sądownictwa ustanowiła Medal „Zasłużony dla Wymiaru Sprawiedliwości – Bene Merentibus Iustitiae”, by w 2018 go zlikwidować.

## Skład

### Członkowie
Skład KRS ma zapewnić udział w jej pracach przedstawicieli wszystkich pionów władzy publicznej: ustawodawczej, wykonawczej i sądowniczej. Rada składa się z 25 członków (art. 187 ust. 1 Konstytucji):
1. Pierwszego Prezesa Sądu Najwyższego, Prezesa Naczelnego Sądu Administracyjnego oraz Ministra Sprawiedliwości[128] i jednej osoby powołanej przez Prezydenta RP[129],
2. piętnastu sędziów wybranych spośród: sędziów Sądu Najwyższego, sądów powszechnych, administracyjnych i wojskowych,
3. czterech posłów na Sejm wybranych przez Sejm oraz dwóch senatorów wybranych przez Senat[130].

Konstytucja nie ustanawia kadencji Rady jako całości. Kadencja wybieranych członków KRS (21) wynosi 4 lata (art. 187 ust. 3 Konstytucji). Pozostałych czterech członków zasiada w Radzie albo w związku ze stanowiskiem i na czas, w którym to stanowisko zajmuje (Minister Sprawiedliwości, Pierwszy Prezes SN i Prezes NSA), bądź bez określonej kadencji (osoba powołana przez Prezydenta).
Pierwszy skład Rady ukonstytuował się na posiedzeniu, które odbyło się 23 lutego 1990. Według ustawy z 1989, w skład Rady wchodzili pierwotnie: Pierwszy Prezes SN, Prezes SN kierujący pracami Izby Wojskowej SN, Prezes NSA, dwóch sędziów SN, sędzia NSA, dziewięciu sędziów sądów powszechnych, jeden sędzia sądu wojskowego, czterech posłów, dwóch senatorów, osoba wskazana przez Prezydenta oraz Minister Sprawiedliwości. Utworzenie w 1990 sądów apelacyjnych spowodowało rozszerzenie składu Rady o dodatkowych dwóch sędziów sądów powszechnych, wybieranych spośród sędziów sądów apelacyjnych, co zwiększyło ogólną liczbę członków tego organu do 26. Aktualnie obowiązująca Konstytucja Rzeczypospolitej Polskiej z dnia 2 kwietnia 1997 zmniejszyła skład Rady do 25 osób, pomijając w nim – w porównaniu z wcześniejszym stanem prawnym – Prezesa SN kierującego pracami Izby Wojskowej SN (zlikwidowanej 4 kwietnia 2018).
Jak zauważa Katarzyna Kaczmarczyk-Kłak, Konstytucja RP stanowiąc w art. 187 ust. 1 pkt 2, że piętnastu członków KRS ma zostać „wybranych spośród sędziów Sądu Najwyższego, sądów powszechnych, sądów administracyjnych i sądów wojskowych”, nie wskazuje jednocześnie, kto ma ich wyboru dokonać, w przeciwieństwie do art. 187 ust. 1 pkt 3, który stanowi wyraźnie, że Sejm wybiera w skład Rady czterech posłów, zaś Senat wybiera dwóch senatorów. Prowadzi to do wniosku, że decyzję o tym, kto ma wybierać 15 sędziów wchodzących w skład KRS, Konstytucja pozostawia ustawodawcy. Za tezą tą przemawiać może również fakt, że Konstytucja w art. 187 ust. 4 stanowi, że ustawa ma określić „sposób wyboru jej (tj. Krajowej Rady Sądownictwa) członków”, co w przypadku słowa „sposób” dopuszcza uznanie, że może to być również określenie organu, który ma to czynić. Wśród przedstawicieli doktryny dominuje jednak pogląd, wywiedziony z zasady demokratycznego państwa prawnego, zasady trójpodziału władzy oraz zasady niezależności sądów i niezawisłości sędziów, zgodnie z którym sędziów wchodzących w skład KRS powinni wybierać sami sędziowie spośród siebie. Przykładowo, Leszek Garlicki, akcentując dominację sędziów w składzie KRS, podkreślał, że „są oni wybierani przez swoje środowisko”, co jest „logicznym następstwem powierzenia Radzie zadania ochrony niezależności sądów i niezawisłości sędziów, tym bardziej, że pozostałe władze zachowują inne środki oddziaływania na skład i funkcjonowanie sądownictwa”. Taka była też utrwalona od 1989 praktyka konstytucyjna, która wyznaczyła treść art. 187 ust. 1 pkt 2 Konstytucji. Potwierdził to Trybunał Konstytucyjny, wprost stwierdzając w wyroku 18 lipca 2007, że Konstytucja w art. 187 ust. 1 pkt 2 „[w]yraźnie określa, że członkami KRS mogą być sędziowie, wybierani przez sędziów, nie wskazując żadnych dodatkowych cech, które warunkowałyby ich członkostwo w Radzie. Wybór jest dokonywany spośród czterech wymienionych w art. 187 ust. 1 pkt 2 Konstytucji grup sędziów”. W świetle przytoczonej wypowiedzi orzeczniczej Trybunału, przepis art. 187 ust. 1 pkt 2 Konstytucji należy rozumieć w ten sposób, że po pierwsze, 15 sędziów do składu KRS mają wybierać sami sędziowie, oraz po drugie, wśród sędziów wybranych do składu KRS znaleźć się mają przedstawiciele wszystkich rodzajów sądów wymienionych w tym przepisie. Konstytucja nie przesądza jednak, czy wybór sędziów przez sędziów ma być powiązany z istniejącym systemem samorządu sędziowskiego, czy też nawiązywać do typowych demokratycznych procedur wyborczych, opartych na zasadzie powszechności, równości, bezpośredniości i tajności głosowania (wybory powszechne wśród sędziów).
Według pierwszej wersji ustawy o KRS z 2011 członkowie-sędziowie byli wybierani spośród: sędziów Sądu Najwyższego (dwóch), sądów administracyjnych (dwóch), sądów apelacyjnych (dwóch), okręgowych (ośmiu) i wojskowych (jeden). Według ustaw z 1989 i 2001 proporcje były nieco inne: w KRS zasiadał jeden sędzia Naczelnego Sądu Administracyjnego i dziewięciu sędziów sądów okręgowych (wcześniej: dziewięciu sędziów sądów powszechnych wybieranych na poziomie sądów wojewódzkich). Wybory członków KRS spośród sędziów sądów powszechnych miały charakter kurialny i pośredni – wyboru dokonywały zebrania przedstawicieli zgromadzeń ogólnych sędziów okręgu, zebrania przedstawicieli zebrań sądów apelacyjnych, a także przedstawiciele zgromadzeń ogólnych wojewódzkich sądów administracyjnych obradujący wspólnie ze Zgromadzeniem Ogólnym Sędziów NSA. Bezpośrednio swoich przedstawicieli wybierali jedynie sędziowie SN, NSA i sądów wojskowych. Rozwiązanie to było niejednokrotnie krytykowane. Zarzucano mu m.in. nadmierne skomplikowanie oraz deprecjonowanie sędziów sądów rejonowych.
Pierwsze koncepcje związane z przeprowadzeniem radykalnych zmian dotyczących organizacji i sposobu funkcjonowania KRS wyartykułowane zostały w Sejmie VIII kadencji, w związku z zapowiedzianą w 2016, a następnie konsekwentnie wdrażaną przez rządzącą koalicję Zjednoczona Prawica (a zwłaszcza wschodzącą w jej skład partię Solidarna Polska Zbigniewa Ziobry) reformą sądownictwa i wymiaru sprawiedliwości. Jako główny motyw wszystkich postulowanych w tym zakresie zmian wskazywano usprawnienie działalności organów władzy sądowniczej oraz zwiększenie stopnia ich demokratyzacji. Wówczas na podstawie wykładni językowej uznano, że sędziowie w składzie Krajowej Rady Sądownictwa mogą być wybierani przez Sejm, co też uczyniono, uchwalając w 2017 odpowiednią ustawę i skracając przy okazji kadencję dotychczasowych sędziów będących członkami tego organu. W efekcie – jak orzekł Sąd Najwyższy w postanowieniu z dnia 19 września 2018 – „wprowadzono rozwiązanie, w wyniku którego władza ustawodawcza i wykonawcza – mimo wieloletniej ustawowej tradycji wyboru części składu Rady przez samych sędziów, odzwierciedlającej postanowienia Konstytucji RP w zakresie statusu i zadań Rady oraz odrębności władzy sądowniczej od pozostałych władz – zyskały pozycję wręcz monopolistyczną w wyłanianiu składu KRS. Obecnie władza ustawodawcza wybiera 15 sędziów-członków KRS, a dodatkowo 6 kolejnych członków KRS to parlamentarzyści (4 wybieranych przez Sejm, 2 wybieranych przez Senat). Nowy wybór 15 sędziów do KRS doprowadził do sytuacji, w której decyzja o obsadzie aż dwudziestu jeden spośród dwudziestu pięciu osób wchodzących w skład Rady (tj. 84% składu osobowego tego organu) należy do obu izb parlamentu. Nadto w skład KRS z urzędu wchodzi Minister Sprawiedliwości i przedstawiciel Prezydenta RP. Zatem 23 z 25 członków jest ostatecznie desygnowanych przez inne władze niż władza sądownicza. W ten sposób zdeformowano wynikający z art. 10 Konstytucji RP podział i równowagę między władzą ustawodawczą, władzą wykonawczą i władzą sądowniczą, co stanowi podłoże modelu demokratycznego państwa prawa (art. 2 Konstytucji RP)”. W żaden sposób nie neutralizuje tego mankamentu przepis, zgodnie z którym wyboru członków KRS będących sędziami dokonuje Sejm kwalifikowaną większością 3/5 głosów, co – zgodnie z intencją wyrażoną przez projektodawców – miało nadać aktowi kreacji charakter ponadpartyjnego konsensusu. W razie nieosiągnięcia wymaganej większości, Marszałek Sejmu może bowiem niezwłocznie zarządzić kolejne głosowanie, w którym wymagana jest już tylko bezwzględna większość głosów w obecności co najmniej połowy ustawowej liczby posłów. Oznacza to de facto wybór sędziów przez jedną partię. Owego stricte partyjnego tzw. „awaryjnego trybu” powoływania składu sędziowskiego Rady, wprowadzonego przez ustawodawcę na wypadek, gdyby nie udało się obsadzić KRS większością 3/5 głosów, nie da się pogodzić ani z zasadą podziału i równowagi władz (art. 10), ani z zasadą niezależności sądów od innych władz (art. 173).

### Sposób wyboru 15 sędziowskich członków Krajowej Rady Sądownictwa wg ustawy z 2017
Według obowiązującego stanu prawnego Sejm dokonuje wyboru sędziów do Krajowej Rady Sądownictwa spośród kandydatów zgłoszonych przez przez grupę co najmniej 2000 obywateli, którzy ukończyli 18 lat oraz mają pełną zdolność do czynności prawnych i korzystają z pełni praw publicznych lub grupę co najmniej 25 sędziów, z wyjątkiem sędziów w stanie spoczynku. W ustawie nie zagwarantowano żadnego mechanizmu, który w realny sposób dawałby sędziom i grupom obywateli wpływ na to, kto zostanie wybrany do KRS albo umożliwiał kontrolę procesu tego wyboru. Udział sędziów i grup obywateli w tym procesie ograniczono do możliwości przedstawienia niewiążącej rekomendacji kandydata, bez jakichkolwiek gwarancji jego zaakceptowania. Zgłoszenia kandydatów kierowane są do Marszałka Sejmu. Zweryfikowane pozytywnie kandydatury sędziów do Rady są następnie przekazywane posłom i podawane do publicznej wiadomości. Spośród tych kandydatów każdy klub poselski w ciągu 7 dni może wskazać nie więcej niż 9 swoich kandydatów na członków KRS (jest to wybór kandydatów spośród kandydatów). Gdyby łączna liczba kandydatów zgłoszonych przez wszystkie kluby była mniejsza niż 15, brakującą liczbę kandydatów spośród kandydatów wskazanych przez obywateli bądź sędziów, wskazuje Prezydium Sejmu. Następnie właściwa komisja sejmowa (obecnie jest to Komisja Sprawiedliwości i Praw Człowieka) ustala spośród tych kandydatów listę 15 kandydatów na członków Rady (jest to zatem kolejne sito selekcji kandydatów), przy czym na tej liście musi być co najmniej jeden kandydat prawidłowo wskazany przez każdy klub poselski. Ustawa o KRS nakazuje przy tym Sejmowi jedynie „w miarę możliwości” uwzględnić potrzebę reprezentacji w KRS sędziów poszczególnych rodzajów i szczebli sądów. Konstytucja nie daje jednak ustawodawcy prawa do uwzględniania struktury sądownictwa jedynie „w miarę możliwości”. Art. 187 ust. 1 pkt 2 Konstytucji stanowi wyraźnie, że 15 członków KRS wybiera się spośród sędziów SN, sądów powszechnych, sądów administracyjnych i sądów wojskowych. Nowa ustawa o KRS nie zawiera zaś gwarancji, że sędziowie każdego rodzaju i szczebla sądów będą do niej wybrani. Ostatnim etapem procedury wyboru sędziów do KRS jest głosowanie w Sejmie. Głosowanie odbywa się łącznie na listę kandydatów zgłoszonych przez komisję. Sejm podejmuje decyzję większością 3/5 głosów w obecności co najmniej połowy ustawowej liczby posłów. Jeżeli taka większość nie zostanie osiągnięta, odbywa się ponowne głosowanie, w którym dla wyboru wymagana jest już tylko bezwzględna większość głosów w obecności co najmniej połowy ustawowej liczby posłów, co sprawia, że wyrażona przez ustawodawcę idea wybierania sędziów do KRS ponad politycznymi podziałami, czyli z aktywnym udziałem opozycji parlamentarnej, pozostaje faktycznie fikcją.
Nowelizacja ustawy o KRS z 2017 wygasiła kadencję wszystkich 15 dotychczasowych sędziów wchodzących w skład tego organu, wybranych przez samorząd sędziowski, z dniem rozpoczęcia wspólnej kadencji nowych ich następców, wybranych już przez Sejm. Przyjęta regulacja narusza art. 187 ust. 3 Konstytucji, gwarantujący wybranym członkom KRS czteroletnią kadencję. W tym względzie jakiekolwiek modyfikacje postanowień Konstytucji ustawą zwykłą bez wątpienia naruszają zasadę nadrzędności Konstytucji, wyrażoną w jej art. 8. Wprawdzie w orzecznictwie Trybunału Konstytucyjnego, zapadłym już pod rządami obecnie obowiązującej Konstytucji, dopuszczono możliwość wprowadzenia pewnych wyjątków od zasady kadencyjności, ale mogą mieć one wyłącznie charakter indywidualny, a ponadto za ich zastosowaniem musi przemawiać ważny interes publiczny. W wyroku z dnia 18 lipca 2007 Trybunał Konstytucyjny sprecyzował, że skrócenie kadencji konstytucyjnego organu państwa w drodze ustawowej jest możliwie wyłącznie w przypadku, gdy ustawodawca wskaże „nadzwyczajne, konstytucyjnie uzasadnione okoliczności przyjętej regulacji”, przemawiające za takim skróceniem.

### Obecny skład KRS[149]
- Przedstawiciel Prezydenta RP Maciej Krzyżanowski (powołany przez Andrzeja Dudę 25 stycznia 2024)
- Sędzia SR Dariusz Drajewicz (wybrany przez Sejm VIII kadencji 6 marca 2018 i ponownie przez Sejm IX kadencji 12 maja 2022)
- Sędzia SO Grzegorz Furmankiewicz (wybrany przez Sejm VIII kadencji 6 marca 2018 i ponownie przez Sejm IX kadencji 12 maja 2022)
- Sędzia SR Marek Jaskulski (wybrany przez Sejm VIII kadencji 6 marca 2018 i ponownie przez Sejm IX kadencji 12 maja 2022)
- Sędzia SR Joanna Kołodziej-Michałowicz (wybrana przez Sejm VIII kadencji 6 marca 2018 i ponownie przez Sejm IX kadencji 12 maja 2022)
- Sędzia SR Ewa Łąpińska (wybrana przez Sejm VIII kadencji 6 marca 2018 i ponownie przez Sejm IX kadencji 12 maja 2022)
- Sędzia SR Zbigniew Łupina (wybrany przez Sejm VIII kadencji 6 marca 2018 i ponownie przez Sejm IX kadencji 12 maja 2022)
- Sędzia SR Maciej Nawacki (wybrany przez Sejm VIII kadencji 6 marca 2018 i ponownie przez Sejm IX kadencji 12 maja 2022)
- Sędzia SO Dagmara Pawełczyk-Woicka (wybrana przez Sejm VIII kadencji 6 marca 2018 i ponownie przez Sejm IX kadencji 12 maja 2022)
- Sędzia SR Rafał Puchalski (wybrany przez Sejm VIII kadencji 6 marca 2018 i ponownie przez Sejm IX kadencji 12 maja 2022)
- Sędzia SR Paweł Kazimierz Styrna (wybrany przez Sejm VIII kadencji 6 marca 2018 i ponownie przez Sejm IX kadencji 12 maja 2022)
- Pierwszy Prezes Sądu Najwyższego Małgorzata Manowska (powołana przez Andrzeja Dudę 26 maja 2020)
- Prezes Naczelnego Sądu Administracyjnego Jacek Chlebny (powołany przez Andrzeja Dudę 18 lutego 2022)
- Sędzia SR Katarzyna Ewelina Chmura (wybrana przez Sejm IX kadencji 20 maja 2021 i ponownie 12 maja 2022)
- Sędzia SR Irena Bochniak (wybrana przez Sejm IX kadencji 12 maja 2022)
- Sędzia NSA Anna Elżbieta Dalkowska (wybrana przez Sejm IX kadencji 12 maja 2022)
- Sędzia SR Krystyna Morawa-Fryźlewicz (wybrany przez Sejm IX kadencji 12 maja 2022)
- Sędzia SO Zdzisław Zdun (wybrany przez Sejm IX kadencji 12 maja 2022)
- Poseł Robert Kropiwnicki (wybrany przez Sejm X kadencji 14 listopada 2023)
- Poseł Jarosław Urbaniak (wybrany przez Sejm X kadencji 28 czerwca 2024)
- Poseł Tomasz Zimoch (wybrany przez Sejm X kadencji 14 listopada 2023)
- Poseł Anna Maria Żukowska (wybrana przez Sejm X kadencji 14 listopada 2023)
- Minister Sprawiedliwości Adam Bodnar (powołany przez Andrzeja Dudę 13 grudnia 2023)
- Senator Krzysztof Kwiatkowski (wybrany przez Senat XI kadencji 29 listopada 2023)
- Senator Kazimierz Michał Ujazdowski (wybrany przez Senat XI kadencji 29 listopada 2023)

### Organy i komisje
Organami KRS są Przewodniczący i Prezydium. Ponadto ze swego składu KRS powołuje: komisję do spraw odpowiedzialności dyscyplinarnej sędziów i asesorów sądowych, komisję budżetową, komisję do spraw wizytacji i lustracji oraz komisję do spraw etyki zawodowej sędziów i asesorów sądowych. Są to komisje stałe. Dodatkowo Rada może powołać komisje problemowe.

### Lista przewodniczących

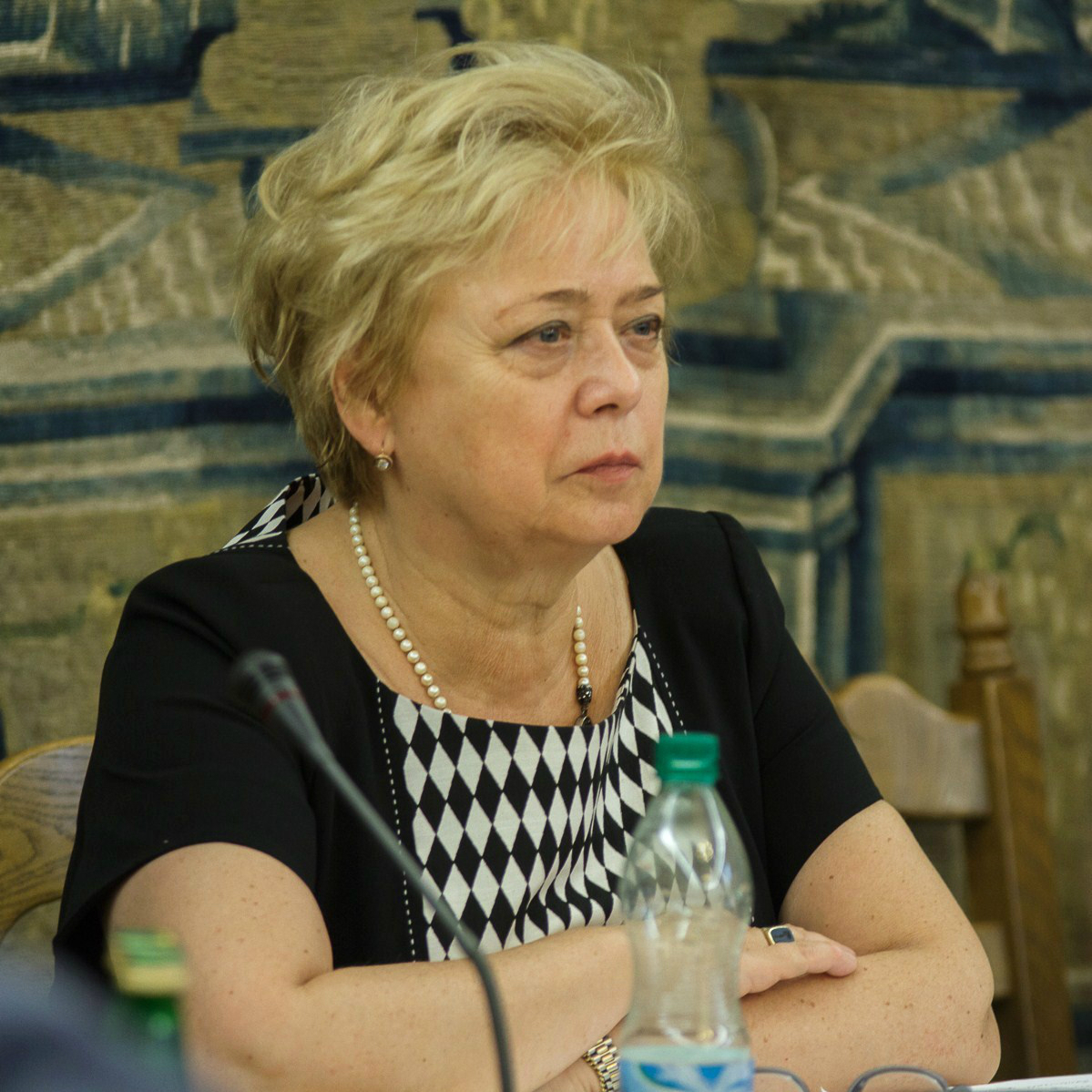
Małgorzata Gersdorf, przewodnicząca KRS w 2018 roku

- Stanisław Zimoch (23 lutego 1990 – 23 lutego 1994)
- Adam Strzembosz (24 marca 1994 – 24 marca 1998)
- Włodzimierz Olszewski (16 kwietnia 1998 – 18 marca 2002)
- Andrzej Jagiełło (4 kwietnia 2002 – 14 lutego 2004)
- Krzysztof Strzelczyk (4 marca 2004 – 19 marca 2006)
- Stanisław Dąbrowski (27 marca 2006 – 22 marca 2010)
- Antoni Górski (31 marca 2010 – 23 marca 2014)
- Roman Hauser (6 maja 2014 – 6 listopada 2015)[151]
- Dariusz Zawistowski (17 listopada 2015 – 15 stycznia 2018)[152]
- Małgorzata Gersdorf (23 stycznia 2018 – 6 marca 2018)[153][154]
- Leszek Mazur (27 kwietnia 2018 – 14 stycznia 2021)[155][156]
- Paweł Styrna (29 stycznia 2021 – 24 maja 2022)
- Dagmara Pawełczyk-Woicka (od 24 maja 2022)[157]

## Siedziba
Siedziba Krajowej Rady Sądownictwa znajduje się w dawnym budynku Szkoły Głównej Gospodarstwa Wiejskiego przy ul. Rakowieckiej 26/30.

## Budżet, zatrudnienie i wynagrodzenia
Wydatki i dochody Rady są realizowane w części 52 budżetu państwa.
W 2017 wydatki KRS wyniosły 12,75 mln zł, a dochody 0,01 mln zł. Przeciętne zatrudnienie w przeliczeniu na pełne etaty wyniosło 60 osób, a średnie miesięczne wynagrodzenie brutto 7144 zł.
W ustawie budżetowej na 2018 wydatki KRS zaplanowano w wysokości 15,03 mln zł, natomiast nie zaplanowano żadnych dochodów.